# Fargues (Gironda)
Fargues é uma comuna francesa na região administrativa da Nova Aquitânia, no departamento da Gironda. Estende-se por uma área de 15,39 km². Em 2010 a comuna tinha 1 683 habitantes (densidade: 109,4 hab./km²).